# Aleksandr Aleksandrovič Fišer fon Val'dgejm
Aleksandr Aleksandrovič Fišer fon Val'dgejm, scritto anche Fischer von Waldheim (in russo Алекса́ндр Алекса́ндрович Фи́шер фон Ва́льдгейм?; Mosca, 20 aprile 1839 – Soči, 24 febbraio 1920), è stato un botanico russo di origine tedesca. Fu direttore del giardino botanico di San Pietroburgo.

## Biografia
Val'dgejm era figlio di Aleksandr Grigor'evič Fišer fon Val'dgejm (1803–1884) e nipote di Johann Gotthelf Fischer von Waldheim (1771–1853).
Egli completò gli studi nel 1861 presso l'Università Imperiale di Mosca.
Nel 1858, superò l'esame di dottorato di ricerca in scienze naturali e, a partire dal 1864, divenne assistente del professore Anton de Bary presso il laboratorio pubblico di Botanica di Friburgo in Brisgovia.
L'anno seguente, conseguì il titolo di dottore in biologia presso l'Università di Bonn con una tesi riguardante la storia dello sviluppo delle spore nelle Filicophyta; nel 1867 conseguì il titolo di dottore in botanica con una tesi riguardante la storia degli Ustilaginales, funghi parassiti appartenenti alla famiglia Teliosporomycetidae, che fu pubblicata nel 1869 negli Jahrbücher für wissenschaftliche Botanik di Pringsheim e tradotta in inglese nelle Transactions of the New York State Agricult. Soc. for the year 1870 (Albany).
Nel 1865, divenne docente privato presso l'Università di Mosca, ruolo che mantenne fino al 1869, quando fu nominato professore di Botanica presso l'Università di Varsavia. Qui insegnò fino al 1895.
A partire dal 1878 fu direttore del giardino botanico di Varsavia.
Nel 1895 fu eletto presidente della sezione di biologia della Società dei naturalisti dell'Università di Varsavia.
Nel 1862 fu elevato al rango di consigliere di stato effettivo e, il giorno dell'incoronazione dello zar Nicola II (14 maggio 1896), di consigliere segreto.
Divenne direttore del giardino botanico imperiale di San Pietroburgo nel 1896 e mantenne questo ruolo fino al 1917.
Nell'ambito delle sue ricerche, intraprese parecchi viaggi all'estero. 
Così, nel 1897 visitò il giardino botanico di Berlino, considerato uno dei più importanti della sua epoca, e i giardini botanici di Amburgo e di Bruxelles, nonché i Kew Gardens in Inghilterra.
Redasse e pubblicò dei rapporti descrittivi delle loro serre, della loro organizzazione e dei loro laboratori.
Possedette una tenuta (Stepanovka) a Stepanovka, villaggio dell'uezd di Mosca.

## Onorificenze
- Ordine di Sant'Anna di II classe (1876)
- Ordine di San Vladimiro di III classe (1880)
- Ordine di San Stanislao di I classe (1886)
- Ordine di Sant'Anna di I classe (1889)
- Ordine di San Vladimiro di II classe (1899)
- Ordine dell'Aquila Bianca (1905)
- Ordine di Sant'Aleksander Nevskij (1913)
- Croce di commendatore dell'Ordine d'Alberto di I classe con stella (Regno di Sassonia) (1888)

- Croce di commendatore dell'Ordine di Leopoldo (Belgio) (1889)
- Ordine del Leone e del sole (Persia) di II classe (1891)
- Gran croce d'ufficiale dell'Ordine della Corona di quercia (Granducato del Lussemburgo) (1899)
- Ordine del Tesoro sacro di I classe (Giappone) (1900)
- Comandante della Legion d'onore (Francia) (1901)
- Ordine della Corona d'Italia (1905)

## Opere principali
- Современное состояние учения об оплодотворении хвойных. — 1865. (Situazione contemporanea dello studio della moltiplicazione delle Pinophyta)
- Практический курс микроскопии к морфологии, гистологии и физиологии растений. — 1865. (Corso pratico di microscopia in morfologia, istologia e fisiologia botaniche)
- О почвоведении центральной полосы России. — 1869. (Sulla pedologia della zona centrale della vegetazione in Russia)
- Головнёвые. — 1876. (Gli Champignon Ustilaginales)
- К вопросу о причинах появления паразитов на культурных растениях. — 1880. (Alcune questioni sulle cause della comparsa di parassiti sulle piante coltivate)
- Курс общей ботаники. — 1880—1881. [Cours général de botanique]
- Пятидесятилетний юбилей Императорского Московского общества испытателей природы и Второй съезд сельских хозяев. — 1883. (Giubileo del cinquantenario della Società imperiale dei naturalisti di Mosca e del secondo congresso di agricoltura)
- Юбилей Александра Григорьевича Фишера фон Вальдгейма. — 1883. (Giubileo di Alexandre Grigorievitch Fischer von Waldheim)
- Курс систематики растений. — 1884—1885. (Corso di tassonomia botanica)
- Экскурсия участников Международного ботанического конгресса в Брюссельский ботанический сад. — 1885. (Escursione dei partecipanti al congresso internazionale di botanica al giardino botanico di Bruxelles)
- Описание деятельности Карла Ивановича Ренара. — 1886. (Descrizione dei lavori di Karl Renard)
- Об открытии Гентской выставки. — 1886. (Sull'inaugurazione dell'esposizione di Gand)
- Курс ботаники. — 1888—1892. (Corso di botanica)
- О состоянии ботанических садов Варшавы и Петербурга. — 1893—1899. (Sulla situazione dei giardini botanici di Varsavia e di San Pietroburgo)
- Историко-статистическое описание Варшавского ботанического сада. — 1897. (Descrizione storico-statistica del giardino botanico di Varsavia)
- О Тифлисском ботаническом саде. — 1897. (Sul giardino botanico di Tbilisi)
- Отчёт о командировке заграницу в 1897 году. — СПб.: Тип. В. Киршбаума, 1898. (Resoconto del viaggio di studi effettuato all'estero nel 1897)
- Исторический очерк Императорского Ботанического сада за последнее 25-летие его с 1873 г. по 1898 г. — 1898. (Indagine storica del giardino botanico imperiale nel corso dei suoi ultimi venticinque anni dal 1873 al 1898)
- Отчёт о командировке в Париж на VI Международный конгресс по сельскому хозяйству. — 1901. (Resoconto del viaggio di studi effettuato a Parigi per il VI congresso internazionale di agricoltura)
- О 200-летии Ботанического сада. — 1913. (Sul bicentenario del giardino botanico di San Pietroburgo)
- Императорский Санкт-Петербургский Ботанический сад за 200 лет его существования: (1713—1913) (Il giardino botanico imperiale di San Pietroburgo nel suo bicentenario (1713-1913)) / Под ред. А. А. Фишер-фон-Вальдгейма. — Юбилейное изд. — СПб.: Тип. Акц. о-ва тип. дела. 
  - Vol. 1. — 1913. — 412 pagine.: illustr., 5 litografie, ritratti, 14 litografie, illustrazioni.
  - Vol. 2. — San Pietroburgo, 1913, 321 pagine
  - Vol. 3. — Pietrograd, 1913—1915, 582 pagine
- Сестрорецкое побережье как курорт и дачная местность. (Le rive di Sestroretsk, come stazione balneare e luogo di villeggiatura), 1918.